# OpenGL Utility Library
OpenGL Utility Library (GLU) ist eine Grafikbibliothek. Aufsetzend auf OpenGL bietet GLU Grafikfunktionen höherer Ebene. Sie ist Teil des OpenGL-Pakets.
Es existieren drei bedeutende Implementierungen der GLU:
- Mesa GLU, implementiert GLU 1.2 und wurde von Mesa zugunsten der SGI GLU aufgegeben
- Microsoft GLU, in Windows enthalten, implementiert GLU 1.2
- SGI GLU, implementiert GLU 1.3

## Weblink
- http://www.opengl.org/documentation/specs/ (englisch)